# Austra
Austra er en fjeldrig ø på grænsen mellem Trøndelag og Nordland fylker i Norge. Den er delt mellem kommunerne Bindal, Leka og Nærøy.
Austra har et areal på 89,18 km². Højeste punkt er Romsskåla, som ligger 588 meter over havet. Landsbyen Bogen ligger på øens østkyst, og her forbinder en bro, øen med fastlandet.

## Referanser
1. 1 2  Thorsnæs, Geir, red. (2017-11-13). "Austra". Store norske leksikon (norsk). Kunnskapsforlaget. Hentet 2018-04-30.
2. ↑  Austra på Norgeskart.no fra Statens kartverk
3. ↑  "100 største øyene i Norge". kartverket.no. Kartverket. 4. juni 2014. Arkiveret fra originalen 13. februar 2016. Hentet 14. februar 2016.